# Квіркор
Про журнал, натхненний цим рухом, див. Homocore (zine).
Не плутати з Гомо-хопом.
Квіркор (Queercore або гомокор) — це культурний/соціальний рух, що виник у середині 1980-х як відгалуження субкультури панку та музичного жанру, що походить від панк-року. Його вирізняє невдоволення суспільством взагалом і, зокрема, неприйняття суспільством ЛГБТК±спільноти. Квіркор виражає себе в стилі «зроби сам» журнали, музику, литературу та фільми.
Як музичний жанр його можна вирізнити текстами, які досліджують теми упереджень і розглядають такі питання, як сексуальна та гендерна ідентичність і права особи. Квіркор-гурти критикують суспільство, властиве їхньому становищу в ньому, іноді легковажно, іноді серйозно. У музичному плані багато квіркор-гуртів виникли на панк-сцені, але індустріальна музична культура також мала вплив. Квіркор-групи охоплюють багато жанрів, таких як хардкор-панк, електро-рок, інді-рок, пауер-поп, ноувейв, нойз, експериментальна, індастріал та інші.

## Історія

### Витоки
На початку 1980-х років кілька американських хардкор-гуртів писали пісні на квір-тематику, а Гері Флойд із Dicks разом із Ренді Тернером із Big Boys були відкритими геями. Та в Англії, на сцені анархо-панку Енді Мартін з The Apostles був відкритим геєм. Політично вмотивовані американські гурти, такі як MDC і 7 Seconds, також несли антигомофобні меседжі у своїх піснях в той час, тоді ж Nip Drivers включили пісню під назвою «Quentin», присвячену Квентіну Кріспу.

Журнал JDs, створений Дж. Б. Джонсом і Брюсом Лабрюсом, був широко визнаним журналом, який започаткував цей рух. Емі Спенсер у «зроби сам»: The Rise of Lo-Fi Culture писала: 
«Багато хто вважає журнал JD каталізатором, який підштовхнув квіркор-сцену до дії».
Вийшовши з анархічної сцени, спочатку редактори JDs обрали назву «гомокор» для опису руху, але замінили слово гомо на квір, щоб краще відобразити різноманіття учасників, а також повністю відмежуватися від рамок ортодоксії геїв і лесбійок. 
Перший випуск вийшов у 1985 році, а незабаром після цього у фанзині Maximum RocknRoll був опублікований маніфест під назвою «Не будь геєм», надихаючи багато інших журналів, «Holy Titclamps», редагований Larry-bob, «Homocore» Тома Дженнінгса та Діка Нігілсона, «Chainsaw» Донни Дреш і «Outpunk» Меттом Вобенсмітом, останні два згодом почали функціонувати як музичні лейбли. Ці журнали та рух характеризуються альтернативою самовільному гетто ортодоксальних геїв і лесбійок, сексуальне та гендерне різноманіття на противагу сегрегації, яку практикує основна гей-спільнота, невдоволення споживацькою культурою, пропонуючи етос «зроби сам» замість неї, щоб створити власну культуру, і опозиція деспотичним релігійним принципам і політичним репресіям.

### 1990-ті роки
У 1990 році редактори JDs випустили першу квіркор-компіляцію JDs Top Ten Homocore Hit Parade Tape, касету, яка включала гурти з Канади, такі як Fifth Column, Big Man і Bomb із США. The Apostles, Academy 23 і No Brain Cell з Англії, та Gorse з Нової Зеландії. У період з кінця 1980-х до початку 1990-х багато панк-рок гуртів, які займалися квіркором, не обов'язково були квіркорами, але їхня етика була мотивацією для підтримки цього руху. В інших групах, таких як Los Crudos і Go! був лише один гей учасник.

Інші ранні квіркор-гурти включали гурт Anti-Scrunti Faction, який з'являвся в JDs, і Comrades In Arms, гурт редактора Homocore Діка Нігілсона. Невдовзі після виходу стрічки JDs припинили публікацію, і виникла нова колекція журналів, таких як «Jane and Frankie» Клауса та Єни фон Брюкер, «Shrimp» Вагінала Девіса та «Fanorama» від REB. Журнал BIMBOX опублікував таку заяву:
«BIMBOX відмовляється від свого минулого використання терміна лесбійка та/або гей у позитивному ключі. Це громадянська війна проти найвищого зла, і, отже, ми повинні чітко ідентифікувати НАС і ЇХ, це завдання, яке буде половиною успіху».
У цей час відбулося перше зібрання квір-зіну «Spew», яке відбулося в Чикаго в 1991 році та надало можливість зустрітися всім, хто причетний до сцени. Незважаючи на те, що організатор Стів ЛаФреньєр був поранений ножем біля місця проведення наприкінці ночі, він швидко одужав, і захід був визнаний успішним. Spew 2 відбувся в Лос-Анджелесі в 1992 році, та Spew 3 в Торонто в 1993 році. Ці заходи Spew також включали музичні виступи квіркор-груп.
Серед відоміших гуртів початку 1990-х були — Fifth Column; God Is My Co-Pilot; Pansy Division; Pedro, Muriel and Esther (PME); Sister George; Team Dresch; Tribe 8 та Mukilteo Fairies. У міру того, як ці групи набули популярності, а обізнаність про рух росла, зіни почали з'являтися по усьому світу, прикладами є The Burning Times з Австралії та P.M.S. з Великобританії.

У Чикаго Марк Фрейтас і Джоанна Браун щомісяця організовували вечір «Homocore», на якому виступали квіркор-гурти наживо, пропонуючи стабільне місце для виступів, більшість згаданих груп грали в Homocore Чикаго. Крім того, як зазначила Емі Спенсер у «зроби сам» The Rise of Lo-Fi Culture:
«Через заходи Homocore вони прагнули створити простір для чоловіків і жінок, щоб бути разом, на противагу почуттю гендерної сегрегації, яке було нормою в мейнстрім гей-культурі — вони атакували ідею, що через вашу сексуальність у вас є лише один варіант соціального життя…» 
У 1992 році журнал Метта Вобенсміта Outpunk також став звукозаписним лейблом і почав випускати власні квіркор-компіляції, сингли та альбоми, що мало вирішальне значення для розвитку квіркору. Перші записи Tribe 8 і Pansy Division були випущені цим лейблом. Деякі з гуртів, які з'явилися на лейблі пізніше в середині 1990-х, включають Sta-Prest, Cypher in the Snow і Behead the Prophet, No Lord Shall Live. Саме в цей час на початку 1990-х з'явився Riot Grrrl. 
«Багато в чому жанр сердитих дівчат завдячує своїм існуванням панк-гомокор-зинам…» — пише Емілі Уайт у «Rock She Wrote». 
Разом з Outpunk, незалежні лейбли звукозапису, такі як Alternative Tentacles, K Records, Kill Rock Stars, Lookout! Records, Yoyo Recordings і Candy Ass Records також підтримували та випускали матеріали квіркор-митців, але в середині та наприкінці 1990-х років, поряд з Outpunk, виникло кілька інших невеликих лейблів, присвячених виключно квіркору.
Журнал Донни Дреш Chainsaw також став звукозаписним лейблом і почав випускати записи нових гуртів, таких як The Need, The Third Sex і Longstocking. Heartcore Records — ще один лейбл, серед гуртів якого — The Little Deaths, Addicted2Fiction, Crowns On 45 і Ninja Death Squad. Ці гурти, багато з яких уже не разом, становили «другу хвилю» квіркор-гуртів, до якої також входили IAMLoved, Subtonix, Best Revenge, Prettypony та Fagatron із США, Skinjobs з Канади та Pussy Face з Італії. З цих ранніх квіркор-лейблів Chainsaw і Heartcore все ще активні та все ще випускають новий матеріал.
До середини 1990-х журнали в США, такі як Marilyn Medusa, і в Канаді, Скотт Трелівен This Is The Salivation Army, почали пов'язувати квіркор з язичництвом, у той же час інші напрямки квіркору почали пов'язувати себе з Riot Grrrl, а інші — з анархізмом. Основні засоби масової інформації посилили висвітлення, коли Pansy Division гастролювали по США з Green Day (вокаліст якої Біллі Джо Армстронг є відкритим бісексуалом). У 1996 році в Сан-Франциско Dirtybird 96 Queercore Festival передвістив інші виступи квір-музики, які відбулися в наступне десятиліття. Наприкінці 1990-х і на початку 2000-х DUMBA забезпечив постійне місце проведення квіркор-виступів у Нью-Йорку, продовжуючи шлях Homocore Chicago та прокладаючи шлях для інших подібних компаній, які з'являться у 2000-х.

### 2000-ні роки
У 2000-х квіркор-клубні вечори та заходи продовжували відбуватися по всій Європі та Північній Америці. У районі Сілвер-Лейк у Лос-Анджелесі проходили андерграундні квіркор-виступи в щомісячному квіркор-клубі під назвою «The Freak Show», який протягом трьох років проводив leather bar (шкіряний бар) The Gauntlet II, де виступали такі групи, як Best Revenge, IAMLoved, Nick Name і The Normals (від Кент Джеймс) грали регулярно. У Торонто квіркор-сцена процвітала протягом кількох років у щомісячному клубі Vazaleen або Club V, керованому Віллом Манро, де виступали гурти з усіх куточків США та Канади, включаючи таких легендарних виконавців, як Джейн Роджерс. Фестиваль Queer Panic організовано Гордон Гордоном із журналу Teen Fag у Сіетлі, штат Вашингтон, у червні 2000 року. Scutterfest був організований Руді Блю із журналу Scutter у Лос-Анджелесі, штат Каліфорнія, у 2001—2003 роках. Фестиваль Bent відбувся у Сіетлі у 2002 і 2003 роках.

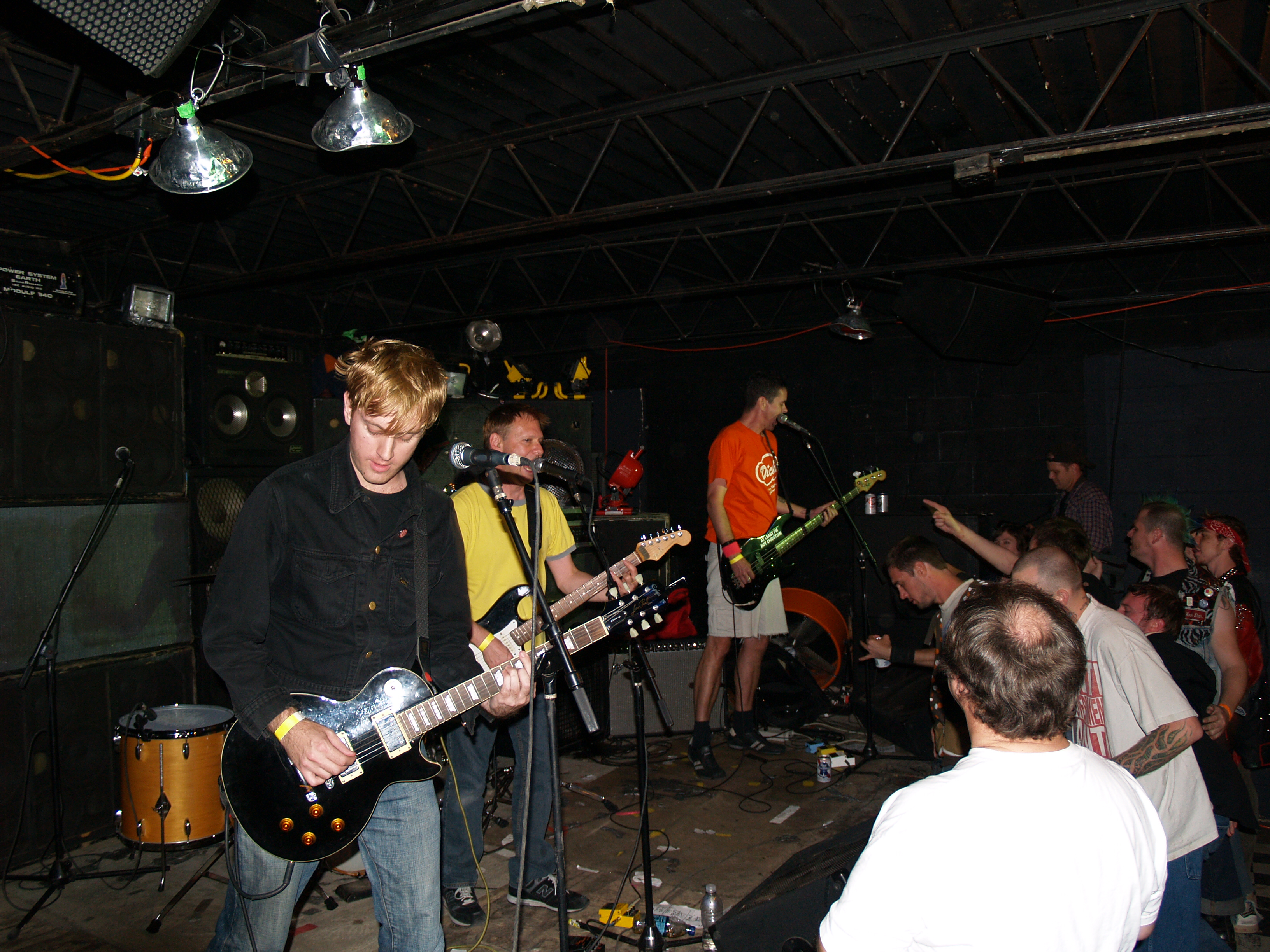
Pansy Division виступ в Оклахомі, 2007 рік.

Фестиваль Homo-a-go-go проводився влітку 2002, 2004 та 2006 років в Олімпії, штат Вашингтон, показуючи квір-фільми, журнали, виступи музичних груп протягом тижня, у 2009 році фестиваль проходив у Сан-Франциско. Queeruption, який щороку відбувається в різних містах, раніше це були Берлін, Рим, Нью-Йорк і Лондон. У 2004 і 2005 роках група квіркор-гуртів гастролювала по США, тур називався Queercore Blitz і був ще одним способом об'єднати однодумців. Квір-групи, що діяли у Великій Британії, включали Edinburgh QueerMutiny, Queers Without Borders, Queer Mutiny North, Cardiff Queer Mutiny та Queer Mutiny Brighton. Деякі з них організовані як групи Queer Mutiny.
У 2002 році Агітпроп! Records випустив збірку під назвою Stand Up & Fucking Fight For It , яка зібрала нову музику квіркор-гуртів. Це був перший реліз лейблу, у списку якого багато квіркор-виконавців. 16 records — квіркор-лейбл, який випускає альбоми таких гуртів Pacific Northwest, як Shemo, The Haggard і Swan Island, а також бразильського гурту Dominatrix. Інші нові лейбли включають Queer Control, на якому виступають гурти Pariah Piranha, Tough Tough Skin, Nancy Fullforce, Once A Pawn та інші.
У вересні 2005 року книгу «Homocore: The Loud and Raucous Rise of Queer Rock» Девіда Чімінеллі та Кена Нокса опублікувала Alyson Books. Він простежив історію руху в 1990-х роках у Сполучених Штатах і включав інтерв'ю з деякими сучасними музикантами, які надихалися ним. На початку 2000-х Квіркор став дедалі більшим міжнародним явищем із такими гуртами, як Low End Models, Triple Creme з Нью-Йорка та Rhythm King And Her Friends з Німеччини, Kids Like Us з Норвегії та She Devils з Аргентини. З Торонто та Канади, прийшли гурти на телебачення, чиє походження запропонувало новий, більш електронний напрямок для квіркору. Подібні електронні інструменти були досліджені Lesbians on Ecstasy з Монреаля. Канада також породила The Hidden Cameras, анти-фолк — гурт з Торонто та Eekum Seekum, квіркор-гурт з Галіфакса.
У 2000-х роках у Сполучених Штатах з'явилися нові гурти. Гурт Limp Wrist представляє сучасний вид хардкор-панку. Butch Vs Femme, створений у 2004 році, — це інді-панк-клавішний і ударний дует, натхненний riot grrrl, родом із маленького містечка Діксон, Каліфорнія, насичений політичною лірикою, пов'язаною з квір-проблемами. Gravy Train!!!!, гучний електропоп — гурт з Окленда, штат Каліфорнія, відомий своїми відвертими сексуальними текстами та сценічними витівками, випустив кілька альбомів на лейблі Kill Rock Stars. Одне відгалуження Gravy Train!!!!, Hunx and His Punx, є потужним поп-виконавцем, більшою мірою зобов'язаним жіночим групам і гаражному року 1960-х років. Three Dollar Bill із Чикаго — еклектичний гурт, чий звук коливався від панку до інді-року та металу. Three Dollar Puta був сінті-панк-квіркор гуртом із Лос-Анджелеса. Також натхненням для металу є ASSACRE, одиночний фентезі-метал / спайз-нойз-виконання художника Бена Аква з Остіна, штат Техас, і Gay for Johnny Depp, хардкор-гурт із Нью-Йорка.

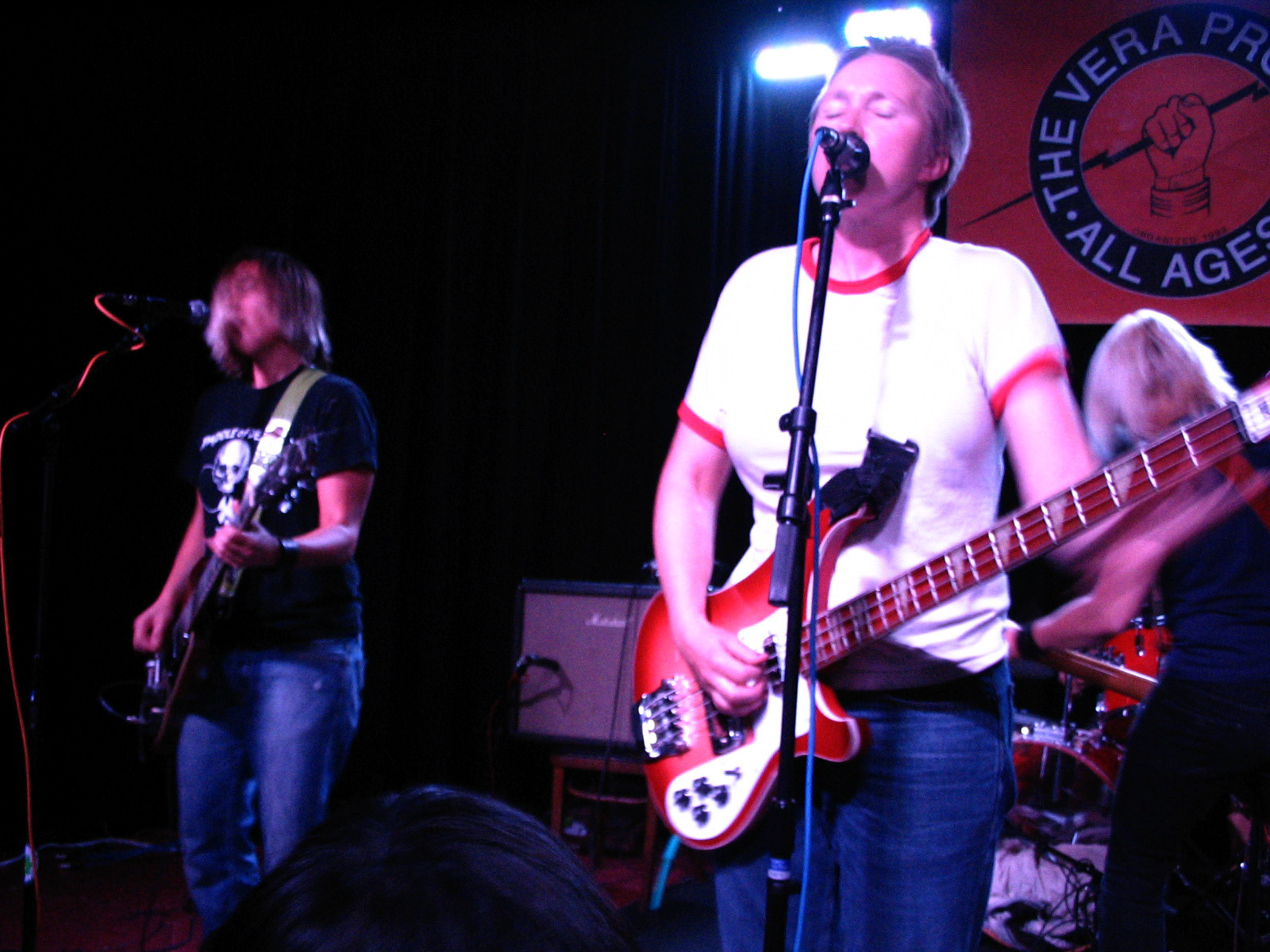
Team Dresch виступ у Сіетлі, 2009 рік.

The Shondes, рок-група з чотирьох учасників із Брукліна, поєднує Riot grrrl, панк із впливом класичної та традиційної єврейської музики, так само Schmekel, єврейський гурт, у складі якого усі трансгендерні персони, родом з Брукліна, поєднує панк-рок із клезмером. The Homewreckers — група riot grrrl / поп-панк, також розташована в Брукліні. Your Heart Breaks мультиінструментальним лоу-фай гурт зі змінним складом, що базується в Сіетлі, штат Вашингтон.
Разом із цими новими гуртами піонери квіркору Team Dresch возз'єдналися в середині 2000-х для кількох турів. Підпільна чиказька панк-сцена «зроби сам» залишається безпечною гаванню для квіркор-митців, де вони можуть процвітати та ділитися своїм мистецтвом. FED UP fest — це щорічний триденний фестиваль музики, журналів і майстер-класів, які прославляють квір-культуру та панк-спільноту. Він також є благодійним проектом для PROJECT FIERCE CHICAGO, який спрямований на зменшення кількості бездомної ЛГБТК±молоді за допомогою тимчасового житла та послуг підтримки.
У Великій Британії розвивалася квіркор-сцена, яку підживлювали вищезазначені групи, такі як Queer Mutiny, Homocrime і звукозаписні лейбли, такі як Local Kid, які влаштовували шоу та випускали записи таких груп і виконавців, як Corey Orbison, Sleeping States, Drunk Granny, Little Paper Squares, Husbands, Fake Tan and Lianne Hall. Усі ці гурти поєднують у собі елементи культури «зроби сам», яка стимулювала квіркор і панк-сприйнятливість, як це видно з двох пропозицій Манчестера: лесбійський диско-панк-гурт Vile Vile Creatures та сольного lo-fi електро-панк-попстера Ste McCabe (попередній гурт Stephen Nancy який вважався головним орієнтиром британського квіркору на початку 2000-х). Історик музики Джулія Даунс додатково ідентифікувала наступних виконавців і гурти в огляді британської квіркор-музики приблизно за 2003—2009 роки: Candy Panic Attack, Chaps, Flamingo 50, Headfall, hooker [тепер LIINES], Hotpants Romance, Humousexual, Lake Me, Lesbo Pig, Robin Osterley, Roseanne Barr, Sad Shields, Sailor Tongue, Scragfight, The Battys, the Jelas, the Rayographs, Trash Kit, Truly Kaput, Valerie and Wetdog. Пізніше учасники цих гуртів грали в Electrelane, Shopping, Dream Nails та інших.
З точки зору клубу Psycho: Drama в Брістолі були пристрасними прихильниками квіркору та підтримували причетність квір-молоді в місті більше 4 років. Колективи на північному заході Англії, такі як Manifesta та Lola and the Cartwheels, сприяли й організовували альтернативні квір-заходи, водночас маючи сильну феміністичну направленість.

### 2010-ті роки
У Великій Британії звукозаписний лейбл Tuff Enuff Records був створений у 2012 році з брайтонського «queer/riot grrrl/DIY», клубного вечора Riots Not Diets і зосередився на підтримці квір-гуртів. В інших місцях такі події, як Pussy Whipped (Манчестер, а пізніше Единбург) і Queer Riot (Лондон), забезпечили простір для митців-однодумців, а з 2015 року щорічні фестивалі Queer We Go (aka Queerfest) і Bentfest були організовані в Лідсі і Лондоні. Гурти в жанрах пост-панк, riot grrrl та інді-поп продовжують асоціюватися з квіркором, включаючи гурти Shopping, Wolf Girl, Martha, ONSIND, Color Me Wednesday і Guttfull.
У США книга «Квіркор: Квір-панк медіа-субкультура» Керрана Наулта відновила увагу до квіркору через історичний огляд і теоретичне дослідження гомології між квір-теорією/практикою та теорією/практикою панку в центрі квіркор медіатворчості. Того ж року вийшов ретроспективний документальний фільм Queercore: How to Punk a Revolution режисера Йоні Лейсера. Документальна історія, зібрана з стенограм фільму, а також додаткові інтерв'ю Queercore: How to Punk a Revolution: An Oral History від Ліама Ворфілда, Уолтера Крессхоула та Лейсера була випущена PM Press у 2021 році.

## Кіноматограф
Такі режисери, як Кеннет Енгер, Рон Райс, Джек Сміт, молодий Енді Ворхол і Джон Уотерс, Вів'єн Дік і вищезгаданий Дерек Джарман мали вплив у своїх зображеннях квір-субкультур. У 1990 році редактори JDs почали показувати кіновечори JDs у різних містах, показуючи такі фільми, як «Хлопець, дівчина та Брюс» Брюса Лабрюса, «Домашні фільми» Пеппера Уейна Гейсі та «Порушники спокою» Дж. Б. Джонса, після закриття JDs, кожен знімав фільми про квіркор-середовище. Лабрюс випустив повнометражну пісню «No Skin Off My Ass» у 1991 році. У 1990 році було випущено фільм Дж. Б. Джонса «Порушники спокою», а в 1992 році — «Банда Йо-Йо». У 1996 році співавтор JDs Anonymous Boy завершив роботу над першим квіркор-анімаційним фільмом «Green Pubes».
Документальні фільми про квіркор включають випуски 1996 року «She's Real, Worse Than Queer» Люсі Тейн і «Queercore: A Punk-u-mentary» Скотта Трелівена. «Gay Shame '98» Скотта Беррі розповідає про першу гей-ганьбу. У 2003 році вийшов документальний фільм Трейсі Фланніган «Rise Above: The Tribe 8 Documentary», а в 2008 році дебютував «Pansy Division: Life In A Gay Rock Band» Майкла Кармоні. Обидва фільми регулярно демонструються на кінофестивалях по всьому світу.
У 2003 році відбулася прем'єра безбюджетної комедії «Malaqueerche: Queer Punk Rock Show» від Сари Адорабле (з Scream Club) і Девона Дівайна, яка принесла на екран третю хвилю квіркору. У 2008 році Дж. Б. Джонс випустив повнометражний фільм «The Lollipop Generation», в якому знялися багато учасників квіркор-сцени, зокрема Йен фон Брюкер, Марк Еверт, Вагінал Девіс, Джейн Денджер із гурту Three Dollar Bill, Джен Сміт, Джоел Гібб, Anonymous Boy, Скотт Трелівен і Гері Фембот із Sta-Prest з музикою The Hidden Cameras, Anonymous Boy та the Abominations, Bunny and the Lakers, Jane Danger, Swishin' Duds і Mariae Nascenti. Усі ці фільми вплинули на сцену та розширили сферу квіркору, включивши кіноматограф як ще один засіб вираження.
Лінн Брідлав (член гурту Tribe 8, письменник), Метт Вобенсміт (Outpunk Zine та лейбл, Queercorps Label), Джоді Блейл (Candy-Ass Records, Team Dresch, Hazel), The Psychic Sluts (квір перформанс гурт), Венді-О Матік (художниця слова, письменниця), Лаура Літтер (Fabulous Disaster), Міа д'Бруцці (Mudwimin, Fabulous Disaster) і Анна Джой (Blatz, Cyper in the Snow, The Grup´ps, письменниця) взяли інтерв'ю в документальному фільмі «Step up and Be Vocal, Interviews zu Queer Punk und Feminismus in San Francisco», документальний фільм своїми руками, знятий німецькими режисерами Утою Буш і Сандрою Ортман у 2001 році.
У 2016 році відбулася прем'єра квір-панк-рок мюзиклу «Spidarlings» режисерки Селен Капсаскі. Фільм був випущений у 2017 році компанією Troma Entertainment.

## Журнали
Подібно до панку та хардкору, квіркор-культура існувала поза мейнстрімом, тому аматорські та недорогі фотокопійні журнали мали вирішальне значення для її розвитку та спілкування між представниками субкультури. Сотні журналів утворили міжконтинентальну мережу, яка дала можливість квіркору поширитися та дозволити людям у менших, більш репресивних спільнотах брати участь і дізнаватися про групи, лейбли та активістів сцени. Ставлення панку до «зроби сам» журналів також було невід'ємною частиною квіркору.
У 1990-х роках, коли доступність Інтернету зросла, багато квіркор-зинів можна було знайти як онлайн, так і в друкованному варіанті. Виникли квіркор-форуми та чати, такі як QueerPunks. Архівний проект Queer Zine — це інтернет-база даних сканованих квір-зинів, яка продовжує поповнюватися. Усі ці розробки дозволили квіркору стати самопідтримуваною та самовизначеною субкультурою, яка виражає себе через різноманітні засоби, незалежно від гетеросексуалів та геїв.